# Mathilde Pede
Mathilde Françoise Pede (Gent, 24 mei 1874 - Montreal, 13 oktober 1953) was een naaister en zangeres en een van de 27 Belgen aan boord van het schip Titanic dat op 15 april 1912 zonk. Ze was gehuwd met Leopold Weisz. Het was de Belgische journalist Dirk Musschoot die haar echte naam ontdekte gezien ze oorspronkelijk op de passagierslijst genoteerd was als Mathilde Weisz.

## Biografie
Pede was uit Gent afkomstig, meer bepaald uit het intussen verdwenen De Vreese Werkmanskwartier bij de Sint-Pietersabdij. Ze was een tijdlang meid in het toenmalige Grand Palais Valentino dicht bij het toenmalige station Gent-Zuid. Toen ze 21 was ging ze studeren aan de Bromsgrove Guild of Applied Art in Engeland waar ze Leopold Weisz ontmoette, een Hongaars-Joodse beeldhouwer die in Montreal werkte. Het Bromsgrove Guild of Applied Art was een vereniging van moderne kunstenaars, actief van 1898 tot 1966 en de leden maakten kunstwerken voor onder meer de Lusitania. Mathilde Pede woonde een tijdlang in Bromsgrove, een plaats in het district Bromsgrove, op 21 km van Birmingham. 
Ze huwden en hij haalde haar later op in Engeland. Ze besloten naar Canada te emigreren, zeer tegen de zin van haar ouders. Oorspronkelijk zouden ze op een ander schip in eerste klasse de oceaan oversteken maar door een kolenstaking boekten ze een ticket op de Titanic (nummer 228414, £ 26).
Op de avond van de tragedie zong Mathilde Pede een hymne in de eetzaal van de tweedeklassepassagiers. Dhr. Pain en Douglas Norman begeleidden haar terwijl ze The Last Rose of Summer zong.
Leopold Weisz verdronk en zij overleefde de ramp, samen met zes andere Belgen. Ze ontscheepte van de Carpathia op 18 april 1912 in New York. De autoriteiten besloten Mathilde Weisz terug naar België te deporteren gezien men haar beschouwde als onvermogend. Toen het lijk van haar man werd geborgen met goud ter waarde van 15.000 dollar in zijn kledij veranderde haar situatie en ze bleef in Montreal. In 1914 huwde ze de zakenpartner van haar overleden man. Na de Eerste Wereldoorlog kreeg ze van koning Albert de medaille van koningin Elisabeth opgespeld omdat ze $ 57.000 aan steun had verzameld voor Belgische liefdadigheidswerken.
Mathilde Pede bracht de rest van haar leven in Canada door. Ze werd begraven op het kerkhof Notre-Dame des Neiges te Montreal. In Gentbrugge werd een straat naar haar genoemd.